# クリスティーネ・フォン・ヘッセン
クリスティーネ・フォン・ヘッセン（ドイツ語：Christine von Hessen, 1543年6月29日 - 1604年5月13日）は、シュレースヴィヒ＝ホルシュタイン＝ゴットルプ公アドルフの妃。スウェーデン王グスタフ2世アドルフの母方の祖母であり、ロシア皇帝家の先祖の一人である。

## 生涯
クリスティーネはヘッセン方伯フィリップ1世とクリスティーナ・フォン・ザクセン（ザクセン公ゲオルクの娘）の間の娘である。クリスティーネは6歳の時に母が死去し、父方の伯母エリーザベト（ザクセン公子ヨハンの未亡人）により厳格なプロテスタントとして育てられた。1543年、スウェーデン王エリク14世はクリスティーネとの結婚を申し込んだが、父フィリップ1世は自身の友人をクリスティーネの結婚相手として選んだ。
クリスティーネは1564年12月17日にゴットルプ城でシュレースヴィヒ＝ホルシュタイン＝ゴットルプ公アドルフと結婚した。結婚式は盛大な飲み会と化し、下品な行事以外の何物でもなかった。招待した諸侯は全く出席しなかった。メクレンブルク公妃アンナ・ゾフィーはこの結婚式について以下のように記している：「花嫁はすぐに結婚し、騎士のトーナメントは行われず、騎士はいつもすぐに酔っぱらう状態だった」。
結婚からまもない1565年元旦に、ゴットルプ城の夫妻の私室がある部分が火事で全焼し、クリスティーネの私物と財産が焼失した。アドルフはこの結婚を通してプロテスタントのドイツ諸侯と連絡を取り、低ザクセンの大佐として重要な地位を保持した。
クリスティーネは子供たちの養育に心を砕いた。また、教会と学校のシステムを発展させ、奨学金により神学生を支援した。クリスティーネは薬に関心を持ち、自分自身の薬も調合した。夫アドルフの死後、クリスティーネはゴットルプ家の利益を守ることに腐心し、とりわけ、息子フィーリプが公爵位を得られるよう支援した。
息子たちはキール城を未亡人となったクリスティーネの居城とした。クリスティーネは『Schrift Geistliche Psalmen und Lieder』（＝聖書の霊的な詩編と歌、シュレースヴィヒ、1590年）および『Gebetbuch』（＝祈祷書、リューベック、1601年）を著した。

## 子女
- フレデリク2世（1568年 - 1587年） - シュレースヴィヒ＝ホルシュタイン＝ゴットルプ公（1586年 - 1587年）
- ゾフィー（1569年 - 1634年） - 1588年にメクレンブルク公ヨハン7世と結婚
- フィーリプ（1570年 - 1590年） - シュレースヴィヒ＝ホルシュタイン＝ゴットルプ公（1587年 - 1590年）
- クリスティーネ（1573年 - 1625年） - 1592年、スウェーデン王カール9世と結婚
- エリーザベト（1574年 - 1587年）
- ヨハン・アドルフ（1575年 - 1616年） - シュレースヴィヒ＝ホルシュタイン＝ゴットルプ公（1590年 - 1616年）
- アンナ（1575年 - 1625年） - 1598年にオストフリースラント伯エンノ3世と結婚
- クリスティアン（1576年 - 1577年）
- アグネス（1578年 - 1627年）
- ヨハン・フレデリク（1579年 - 1634年） - リューベック、ブレーメン、フェルデンの領主司教